# アリゾナ州の都市圏の一覧

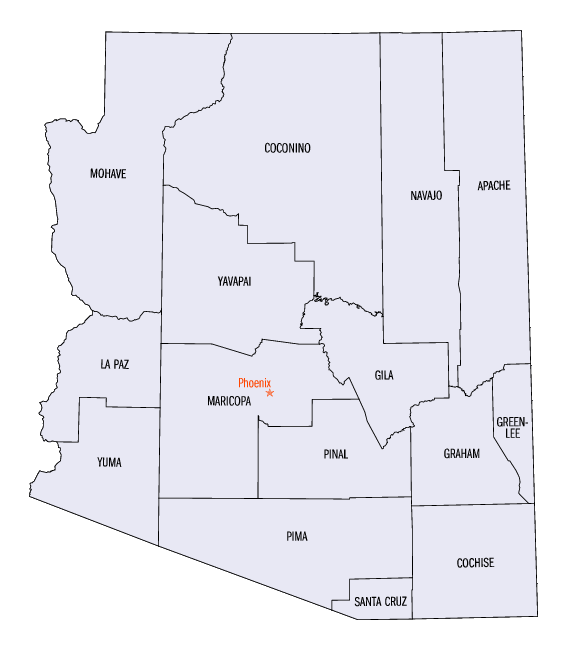
アリゾナ州の15郡を示す地図

本項目はアリゾナ州の都市圏の一覧（アリゾナしゅうのとしけんのいちらん）である。
アメリカ合衆国国勢調査局は、アリゾナ州に合同統計地域（CSA/広域都市圏）2ヶ所、大都市統計地域（MSA/都市圏）7ヶ所、および小都市統計地域（μSA/小都市圏）4ヶ所を定義している。下表には、左列より以下の情報を示す。
- 合同統計地域（定義されている場合）の名称
- 合同統計地域の人口
- コアベース統計地域（大都市統計地域および小都市統計地域）の名称
- コアベース統計地域の人口
- 各統計地域に含まれる郡の名称
- 各統計地域に含まれる郡の人口

下表における人口の数値はすべて2020年に行われた国勢調査時のものである。また、合同統計地域、コアベース統計地域（大都市統計地域・小都市統計地域）のいずれも、2023年7月21日時点での定義に従う。
| 合同統計地域                   | 人口         | コアベース統計地域                     | 人口         | 郡             | 人口      |
| ------------------------------ | ------------ | -------------------------------------- | ------------ | -------------- | --------- |
| フェニックス・メサ広域都市圏   | 4,899,104    | フェニックス・メサ・チャンドラー都市圏 | 4,845,832    | マリコパ郡     | 4,420,568 |
| フェニックス・メサ広域都市圏   | 4,899,104    | フェニックス・メサ・チャンドラー都市圏 | 4,845,832    | ピナル郡       | 425,264   |
| フェニックス・メサ広域都市圏   | 4,899,104    | ペイソン小都市圏                       | 53,272       | ヒラ郡         | 53,272    |
| ツーソン・ノガーレス広域都市圏 | 1,091,102    | ツーソン都市圏                         | 1,043,433    | ピマ郡         | 1,043,433 |
| ツーソン・ノガーレス広域都市圏 | 1,091,102    | ノガーレス小都市圏                     | 47,669       | サンタクルス郡 | 47,669    |
|                                |              | プレスコット都市圏                     | 236,209      | ヤバパイ郡     | 236,209   |
|                                |              | レイクハバスシティ・キングマン都市圏   | 213,267      | モハーベ郡     | 213,267   |
|                                |              | ユマ都市圏                             | 203,881      | ユマ郡         | 203,881   |
|                                |              | フラッグスタッフ都市圏                 | 145,101      | ココニノ郡     | 145,101   |
|                                |              | シエラビスタ・ダグラス都市圏           | 125,447      | コチセ郡       | 125,447   |
|                                |              | ショーロウ小都市圏                     | 106,717      | ナバホ郡       | 106,717   |
|                                |              | サフォード小都市圏                     | 38,533       | グレアム郡     | 38,533    |
| （設定無し）                   | （設定無し） | （設定無し）                           | （設定無し） | アパッチ郡     | 66,021    |
| （設定無し）                   | （設定無し） | （設定無し）                           | （設定無し） | ラパス郡       | 16,557    |
| （設定無し）                   | （設定無し） | （設定無し）                           | （設定無し） | グリーンリー郡 | 9,563     |

## 註
1. ↑  QuickFacts. U.S. Census Bureau. 2020年.
2. ↑  OMB Bulletin No. 23-01, Revised Delineations of Metropolitan Statistical Areas, Micropolitan Statistical Areas, and Combined Statistical Areas, and Guidance on Uses of the Delineations of These Areas. Office of Management and Budget. 2023年7月21日.